# آگوست پوت

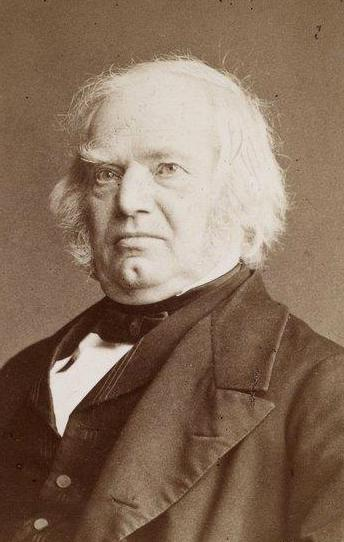
آگوست پوت

آگوست فریدریش پوت در ۱۴ نوامبر ۱۸۰۲ در نِتِل رِده، هانوفر زاده شد و در تاریخ ۵ ژوئیه ۱۸۸۷ (۸۴ سالگی) در هاله آلمان دیده از جهان فروبست.
وی یکی از نخستین پایه گذاران زبانشناسی تاریخی خانواده زبان های هندوکلتی (واژه ای که خود برای زبانهایی که امروزه هندواروپایی، هندوژرمنی، هندوآناتولیایی، آریایی،... می نامند، برگزید) است. او روشی علمی را برای ریشه شناسیبنیاد گذاشت که بر پایه آن به هماهنگی آوایی واژگان وابسته پرداخته می شد.
زمانی که دانشجوی الهیات در دانشگاه گوتینگن بود، به واژه شناسی گرایش یافت. در سال ۱۸۲۷ پایان نامه دکترای خود را به نام: درباره وابستگی هایی که در زبان ها با حرف اضافه روشن می شوند آموزش خود را به پایان رساند. سپس به دانشگاه برلین رفت تا از فرانتس بوپ، یکی از نخستین زبانشناسان این خانواده زبانی بیاموزد و به سال ۱۸۳۰ توانست سخنران رایگان زبان شناسی همگانی در دانشگاه شود.
در سال ۱۸۳۳ میلادی او نخستین پوشینه از برجسته ترین کار دوران خویش را با نام: بررسی های ریشه شناختی در زبان های هندوژرمنی با نگاه ویژه به جابجایی آوایی در سانسکریت، یونانی، لاتین، لیتوانیایی و گوتی، به چاپ رسانید و در همان سال استاد رشته زبانشناسی همگانی دانشگاه هاله شد و تا پایان زندگی در همان جا ماندگار گشت.
او همچنین کتاب هایی درباره زبان های آفریقای جنوبی، جاوه ای و ژاپنی نگاشت. او درباره زبان کولی ها ( رومانی) نوشته هایی داشت که برای آنها برترین دانشمند این زمینه در سده نوزدهم شناخته شد.